# بوغدان ستيفانوفيتش
بوغدان ستيفانوفيتش هو لاعب كرة قدم صربي في مركز حراسة المرمى، ولد في 9 يوليو 1977 في Stara Pazova ‏ في صربيا. لعب مع سبارتا براغ ونادي إكراناس ونادي كوشيتسه.

## وصلات خارجية
- بوغدان ستيفانوفيتش على موقع قاعدة بيانات كرة القدم.إي يو (الإنجليزية)
- بوغدان ستيفانوفيتش على موقع Soccerway.com (الإنجليزية)